# 松嫩貝格湖
53°23′05″N 14°19′04″E / 53.38472°N 14.31778°E
松嫩貝格湖（德語：Sonnenberger See），是德國的湖泊，位於該國東北部梅克倫堡-前波美拉尼亞州，由前波美拉尼亞-格賴夫斯瓦爾德縣負責管轄，長0.2公里、寬0.1公里，面積0.01平方公里，海拔高度25米，最大水深5米，湖岸線長度0.5公里。